# Spirkenmoor bei Griesbach
Spirkenmoor bei Griesbach este o arie protejată (arie specială de conservare — SAC, sit de importanță comunitară — SCI) din Germania întinsă pe o suprafață de 66,83 ha, integral pe uscat.

## Localizare
Centrul sitului Spirkenmoor bei Griesbach este situat la coordonatele 49°51′39″N 12°30′01″E / 49.8608°N 12.5003°E.

## Înființare
Situl Spirkenmoor bei Griesbach a fost declarat sit de importanță comunitară în martie 2001 pentru a proteja un număr necunoscut de specii din flora spontană și fauna sălbatică aflate în arealul zonei. Situl a fost protejat și ca arie specială de conservare în aprilie 2016.

## Biodiversitate
Situată în ecoregiunea continentală, aria protejată conține 3 habitate naturale: Formațiuni ierboase bogate în specii de Nardus, dezvoltate pe substraturi silicioase în zone montane (și în zone submontane, în Europa continentală), Păduri de fag Luzulo-Fagetum, Mlaștini împădurite.
La baza desemnării sitului se află un număr nedeclarat de specii protejate.